# Fleischerbrücke (Ljubljana)
Die Fleischerbrücke (slowenisch: Mesarski most, auch Metzgerbrücke oder Schlachterbrücke) ist eine Fußgängerbrücke über die Ljubljanica im Zentrum von Ljubljana, der Hauptstadt Sloweniens. Sie verbindet den Zentralmarkt von Ljubljana und den Petkovšek-Damm (Petkovškovo nabrežje). Die Brücke wurde am 10. Juli 2010 eröffnet. Eine Brücke an dieser Stelle wurde bereits in den 1930er Jahren vom Architekten Jože Plečnik geplant, allerdings nie ausgeführt. 

## Beschreibung
Die Brücke ruht auf 11 Pfählen mit einer Tiefe von 27 m, die Spannweitenkonstruktion besteht aus drei räumlich gekrümmten, schalenförmigen Stahlträgern. Die Spannweite der Stahlkonstruktion beträgt 33,0 m, die Breite der Brücke 17,3 m. Die Randgurte auf der Brücke sind aus 39 mm dickem Dreischicht-Sicherheitsglas mit Rutschschutz. Die Lauffläche und die begehbaren Treppen, die zur Überwindung des Höhenunterschieds zwischen den beiden Ufern notwendig sind, bestehen aus Pohora-Granodiorit-Tonalit. Die Hauptheizungsleitung und der Kabelkanal werden unter der Konstruktion verlegt.
Auf der Seite des Marktes gibt es eine Verbindung mit dem Aufzug in der Markthalle von Plečnik. Es gibt öffentliche Toiletten mit Umkleidemöglichkeiten. Unter der Brücke befindet sich eine Ein- und Ausstiegsstation für Schiffe, die auch für Behinderte zugänglich ist.

## Skulpturen
Auf der Brücke befinden sich Bronzestatuen, das Werk des akademischen Bildhauers Jakov Brdar. Neben kleineren Skulpturen aus Fröschen und Muscheln, die auf die Zäune geklebt werden, dominieren drei größere Figurengruppen. Sie stellen Figuren aus der griechischen Antike und der christlich-jüdischen Mythologie dar:
- das in Ungnade gefallene Paar Adam und Eva, aus dem Paradies vertrieben, steht am Brückenzugang von der Marktseite
- mitten auf der Brücke steht der selbstgerechte Satyr, den Apollo bestrafen wird,
- der laufende Prometheus befindet sich neben den Stufen der Brücke am linken Ufer neben dem Petkovškov-Damm.[1][2]

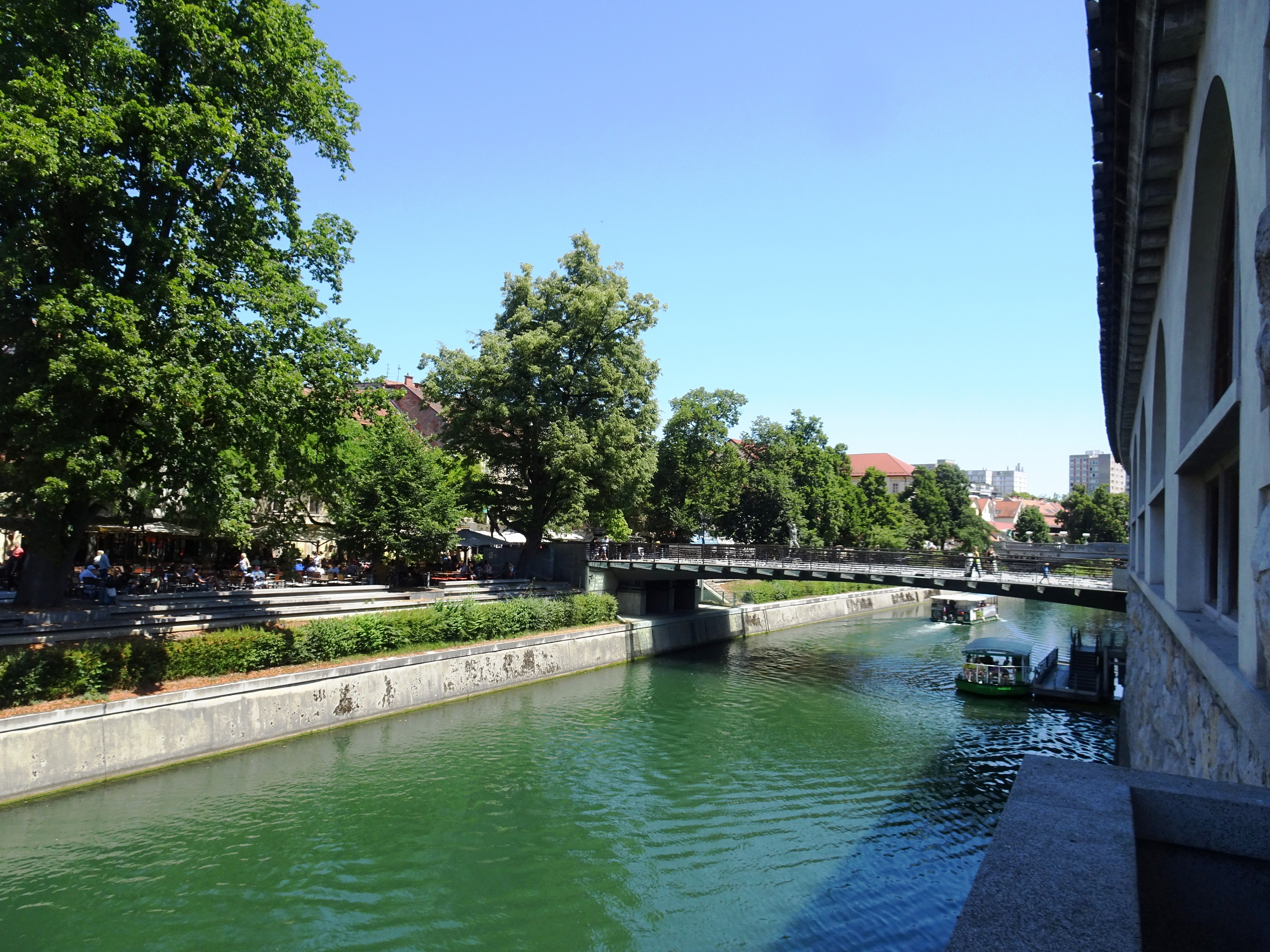
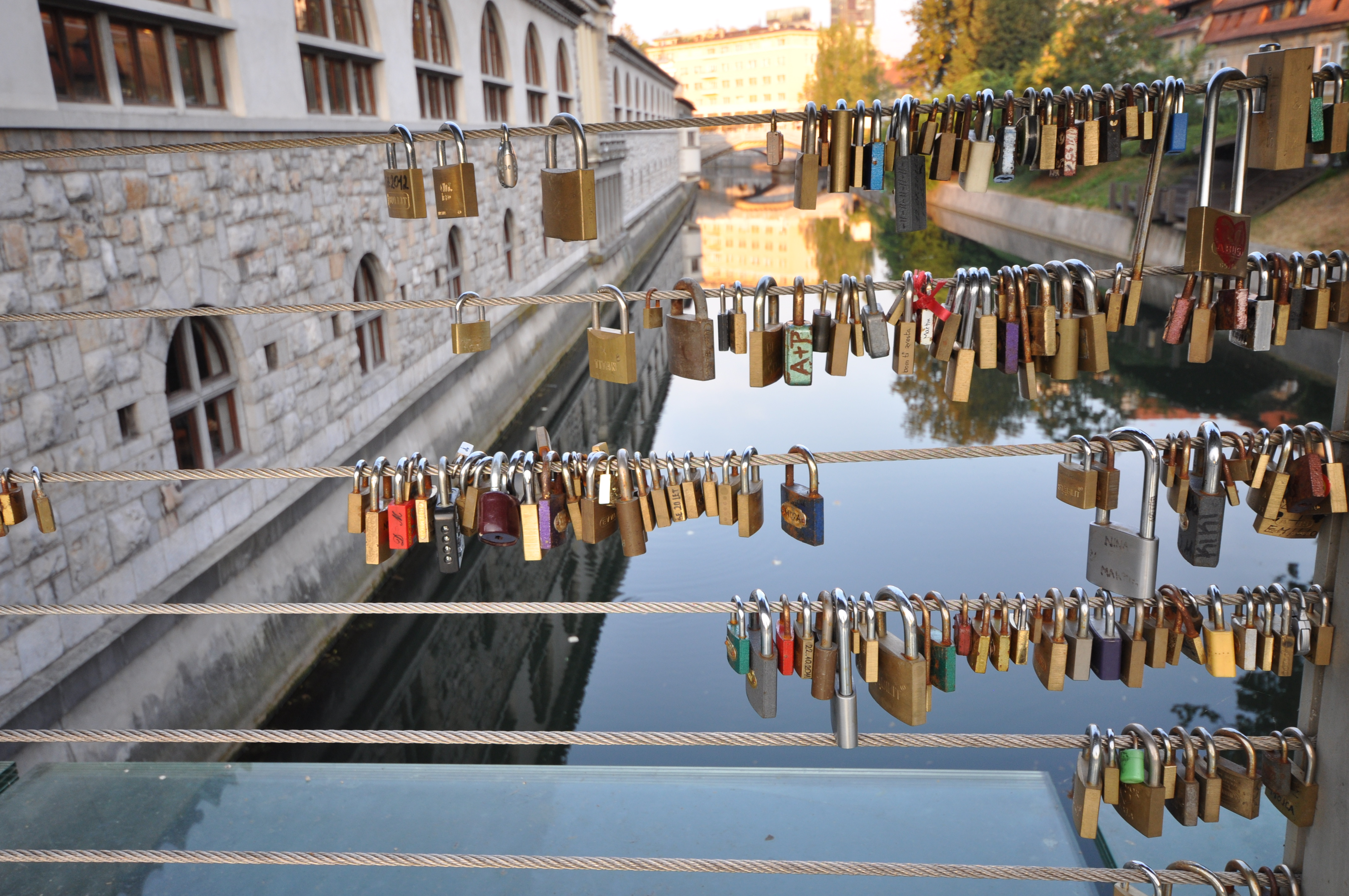